# Östgötska
Östgötska (uttalas [ˈœɧːœtska]

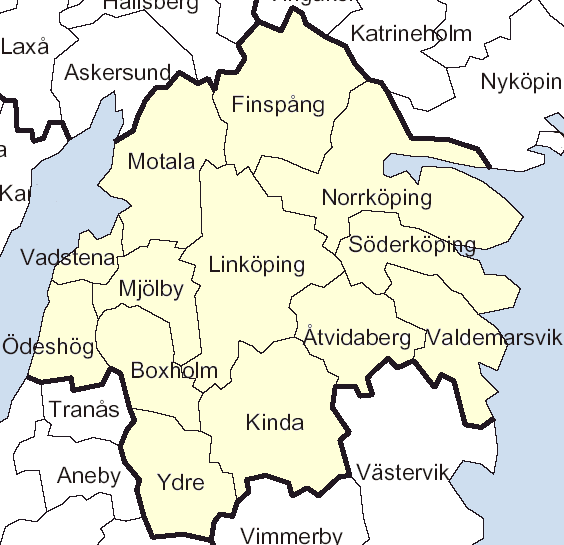
Östergötlands kommuner med Vättern i väster och Östersjön i öster.

 ( lyssna) eller [ˈœstjøːtska]), östgötamål, är samlingsnamnet på de dialekter som historiskt sett talats i Östergötland samt det regionala riksspråk som talas där i dag. Östergötland utgör ett gränsområde mellan götamålen och sveamålen där de nordliga dialekterna tillhör sveamålen medan de sydliga tillhör götamålen och är därmed besläktade med dialekterna i Västergötland, till viss del Värmland, nordöstra Småland och Dalsland. Många drag som har varit typiska för östgötskan är i dag på stark tillbakagång, såsom götamåls-r och ändelsevokaler på -e och -ä i stället för på -a. 
Den här artikeln beskriver främst de traditionella östgötska dialekterna, som i dag till största delen ersatts av regional rikssvenska.

## Klassificering
Traditionellt utgör Östergötland ett gränsområde mellan götamålen och sveamålen där den sydvästra delen av landskapet hänförs till götamålen medan övriga landskapet tillhör sveamålen. De två dialektområdena skiljer sig i många avseenden. Generellt sett har götamålen fler nybildningar än sveamålen och skiljer sig genom annorlunda uttal (se vidare avsnittet uttal).

## Uttal

En indelning av Östergötland i tre målområden efter hur ändelse-a uttalas.

Östergötland kan delas in i tre målområden beroende på hur a uttalas i ändelser. Ett ord som kasta uttalas till exempel med a i sydväst i till exempel Ydre, Dals och Lysings härader. I ett smalt bälte i väster är dialekterna i stället ä-mål som spänner i stort sett från norr till söder där det uttalas ”kastä”. Sedan är dialekterna e-mål i princip resten av Östergötland, där kasta uttalas ”kaste”, utom längst i nordost vid gränsen mot Södermanland där a blir ä igen. Dessa drag existerar utan att man kan tala om påverkan norr- eller söderifrån. Nordöstra Småland har också e-mål.

### Isoglosser
Som tidigare nämnt utgör Östergötland ett gränsområde mellan sveamålen och götamålen där götamålen finns i södra och sydvästra landskapet, medan dialekterna i övriga landskapet tillhör sveamålen. Därmed kan man dra ett antal isoglosser, språkliga gränser, mellan dessa områden:
I söder tenderar vokaler att sänkas i långstaviga ord, så att i och y uttalas som e respektive ö. Denna företeelse är starkast i västra Östergötland från Vadstena. Gränsen sträcker sig sedan söderut och österut så att den går emellan Ydre och Kinda härader. Detta gör att ”klippa” och ”stycke” uttalas ”kleppa” och ”stöcke”. Öster om denna gräns har vokalerna bevarats som i de mellansvenska dialekterna. Bland götamålen i söder uttalas även u som o framför gg, kk, nk och ng. Framför vissa konsonanter uttalas vokalen kort så att djupt uttalas juppt. I vissa ord är dock vokalen lång, som i veːka för vecka.
R-bortfall sker i maskulina pluraländelser i hela Östergötland utom längst i norr, så att ”hästar” heter ”hästa” eller ”häste”, ”hästä” (beroende på vilket målområde dialekten tillhör). I sydvästra Kinda och i Ydre sker samma r-bortfall också i feminina ord och i presens av svaga verb med grav accent, så att ”menar” blir ”mene” (eller ”mena”) och ”silar” blir ”sile” (eller ”sila”). På samma platser faller r i presens av verb som slutar på vokal, så att ”bor” och ”mår” uttalas ”bo” och ”må”.
I norra delen av Östergötland finns även t-bortfall efter obetonad vokal, något som är vanligt i sveamål. I söder och i götamålen är detta -t dock bevarat. T-bortfall sker mest i supinumändelser såsom brunnit, som då uttalas brunni i norr. I sydväst finns också ålderdomligheten att bevara preteritumformen ”-de” i ”kallade”, som faller i många andra dialekter. I norr kan alltså ”kasta - kastade - kastat” böjas ”kasta - kasta - kasta”, medan man i på vissa håll i söder behållit den fulla böjningen.

### Övriga drag
Östgötska har även ”tjockt l-ljud”, ett drag som fortfarande förekommer hos många talare, som innebär att l uttalas ”tjockt” ( [ɽ]). L-ljudet är tunt ([l]) när det:
1. står i början av ord eller i början av ett led i sammansatta ord, såsom i låsa eller förled
2. när det är långt (det vill säga dubbeltecknat), såsom i ”tall” eller ”full”
3. i många lånord, såsom ”normal” och ”salong”

I övriga fall brukas tjockt l-ljud, såsom i ord som ”klaga” och ”ful”. I traditionellt götamål byts även ljudförbindelsen rd ofta ut mot tjockt l, såsom i ord och bord. Jämför ord på rikssvenska som ”utböling” och ”hin håle” (av äldre ”utbörding” och ”hin hårde”).
I hela Östergötland förutom ett område i nordöst förekommer även d-bortfall mellan två vokaler, så att ”sida” och ”föda” heter ”sia” och ”föa”. Efter rundade bakre vokaler, d.v.s. u, o och å som följs av en annan vokal skjuts ofta g in emellan. Detta är allmänt för hela landskapet men är inte lika vanligt i Ydre med omnejd. Därför heter ”bloda (ner)” till exempel ”bloga”, efter d-bortfall. På samma sätt kan ”både” heta ”båge”. Detta g kommer ifrån ett äldre ”w” som fallit bort. Det finns också i riksspråksordet stuga, som till exempel på danska heter stue och på fornsvenska ”stuva”. I ordslut efter vokal faller också ofta d bort, så att ”röd” och ”säd” heter rö och sä. Detta är i vissa ord fortfarande vanligt bland talare, i ord som ”röd” och ”god”.
I hela landskapet tenderar även g att uttalas som j emellan två främre vokaler så att ”egendom” och ”spegel” uttalas ”ejendom” och ”spejel”. Längst i söder i Ydre med omnejd uttalas även g som j efter alla vokaler så att ”väg” och ”skog” uttalas ”väj” och ”skoj”. I ett område i nordöst uttalas även g som j framför d på grund av inverkan norrifrån: sagd → sajd.
I sydväst uttalas också ä som a framför ”rr” och retroflexa konsonanter. I Ydre uttalas också de retroflexa konsonanterna längre fram i munnen, så att ”rd” uttalas ”d”. Därför heter till exempel hjärta ”hjatta” på ydremål.

### Götamåls-r
De flesta dialekter i Östergötland utom de i norr följer den så kallade götaregeln och använder sig av götamåls-r. Detta innebär att tungrots-r används i början av ord och i början av betonade stavelser, samt där ljudet är långt (rr). Det innebär att ord som räv, stearin och dörr alla har tungrots-r. I övriga positioner används tungspets-r ([r]). Ett ord som räkröra har alltså båda r-ljuden, först två tungrots-r och sedan ett tungspets-r. I delar av Östergötland och i nordöstra Småland uttalas oftast tungrots-r som [w] som i engelska will eller helt vokaliserat, så att räv uttalas mer som oäv. Denna östgötska utveckling tog troligtvis sin början i städer i slutet av 1800-talet och beror förmodligen på uttalslättnaden det innebär att runda läpparna i stället för att höja tungryggen och skorra. Man kan dock fortfarande höra mer r-liknande tungrots-r, likt det i västgötskan. Götamåls-r finns bara söder om vattensystemet Motala ström, Boren, Roxen, Glan och Bråviken. Norr om dessa vattendrag förekommer endast tungspets-r i alla ställningar.
I Östergötland används götamåls-r fortfarande men är på tillbakagång.

## Grammatik

### Substantiv
I östgötska finns liksom i de flesta andra göta- och sveamål rester av fornspråkets tre genus, som bland annat yttrar sig i substantivens böjning och användandet av pronomen.
Maskulina ord, såsom häst, har den obestämda artikeln en och heter hästen i bestämd form. I plural kan det heta häster, hästär eller hästar beroende på målområde, i vissa områden med r-bortfall uttalas inte heller r, se vidare fonologiavsnittet. I plural bestämd form heter hästarna och karlarna endast hästa och kara.
Feminina ord, såsom sol, har den obestämda artikeln e (ett långt e) och heter sola i bestämd form. Feminina ord med -or i plural på rikssvenska har -er i plural på östgötska, så att kvinnor heter kvinner och i bestämd form kvinnera. På e-området går feminina ord med -ar i plural samman med substantiv på -er och -or, och alla har -er i plural.
Ord i neutrum böjs i stort sett som på rikssvenska, många talare har dock -ena i bestämd form plural, så att husen heter husena. Ord som barnen och benen brukar också heta barna och bena. Detta -a används för alla neutrumord i bestämd form plural på ydremål, så att ”äpplena” heter äppla, det vill säga med samma form som i maskulinum bestämd form plural.
Bland götamålen i söder används ofta bindevokaler i sammansatta ord, såsom i körketorn, vealass och bonnagål för ”kyrktorn, ”vedlass” och ”bondgård”. Vissa substantiv har även omljud i plural som inte finns på rikssvenska, såsom kör för kor (jämför danska køer) samt gröpper, kväster och vrär för ”gropar”, ”kvastar” och ”vrår”.

### Adjektiv
På fornsvenska slutade många maskulina substantiv och adjektiv med ändelsen –er, som till exempel motsvaras av isländska –ur. Denna ändelse lever kvar i dialekter som östgötskan i vissa adjektiv; så att ord som trött ofta heter trötter, som härstammar av fornsvenskans þrötter. Denna form används också på perfektparticiper, såsom begagnader för ”begagnad”, och på ord med -ig, såsom bögglier för ”bucklig”. Adjektiv har -e i bestämd form framför maskulina adjektiv och på ydremål alltid i bestämd form pluralis, så ”den nya spaden” och ”de nya spadarna” heter ”den nye spaen” och ”di nye spaa”
Ursprungligen användes former på -er som till exempel glader för maskulina ord, medan glad användes för feminina och glatt för neutrala. Man sade till exempel ”en rasker dräng”, men ”e söt flecke”, eftersom flicka är feminint. Denna konsekventa böjning har efter hand försvunnit och man har använt formerna på –er även om feminina ting, såsom ”e söter flecke”, men i äldre inspelningar kan man höra en konsekvent böjning.
Vissa vanliga adjektiv har en oregelbunden böjning i femininum, såsom liten och ingen, som heter lita och inga i femininum, alltså e lita stunn för en liten stund.

### Verb
I östgötskan är verbens böjning kraftigt förenklad jämfört med rikssvenskan; ett verb som kasta (kasta kastade kastat) kan till exempel böjas ”kasta – kasta – kasta” i mål med t-bortfall i slutet av kastat (se vidare Isoglosser). Något som är speciellt för de södra dialekterna är dessutom att preteritumändelsen –ade är bevarad i ord som kastade vilket bara finns (i olika former) i södra Östergötland, Småland, östra Halland, Gotland, Öland och Älvdalen.
I till exempel ydremålet används konjunktiv i större utsträckning än på rikssvenska med former som stule och finge, vilket man även kan se i historier författade på östgötamål. Ydremålet föredrar likt många andra götamål ofta svaga former av starka verb, såsom gedde, hinde och bledde för ”gav”, ”hann” och ”blev”. Å andra sidan böjs många andra verb starkt, såsom sam och hjalp för ”simmade” och ”hjälpte”.

### Pronomen
På genuin östgötska används de personliga pronomenen han och hon även om saker, där rikssvenskan använder den. Detta gjorde man även förr på svenska, jämför att man fortfarande säger hon om klockan, men från och med 1600-talet började man använda den i stället. I Svenska Akademiens ordlista från 1889 angavs substantiv fortfarande som antingen m., f. eller n.. I upplagan från 1900 kan man läsa ”i de bildades språk nyttjar man numera icke ofta han och hon utanför de levande varelsernas område; i stället säges den” och man angav substantiv som r. m. eller r.f. där r står för reale. I upplagan från 1923 används bara två genus.
Possessiva pronomen som min, din och sin har också feminina varianter, nämligen mi, di och si, såsom ”mi mysse”. På åtminstone ydremål faller n:et även bort i femininum plural: mia, dia, sia. Med släktskapstermer kan även pronomenet efterställas, såsom ”far min”, som i många andra dialekter.
Bland de personliga pronomenen råder ganska stor variation, men oftast brukar de uttalas som di, medan dem är dom eller dôm i söder, hon heter ho och henne ofta henni. I vissa dialekter såsom ydremålet finns det ålderdomliga I för ni. Hans, hennes och deras får ibland ett extra -es, det vill säga hanses, och så vidare.
På östgötska är det vanligt med så kallade enklitiska pronomen, det vill säga pronomen som ”hängs på” andra ord. Exempel på dessa är ’en eller ’n för ”honom” eller ”den”, ’na för ”henne” och ’et eller ’t för ”det”. T.ex. ”Du vesste inte ôm’et” eller ”Han trodde’na inte.” Även ja (jag) och ho förekommer enklitiskt, t.ex. ”dä tror-a” för ”det tror jag”.

## Dialektutveckling
Ursprungligen stod östgötskan mycket närmare de övriga götamålen än vad den kom att göra senare. Östergötland utsattes ”för inflytande från Svealands centralbygder som haft en motvikt i ett sydvästskandinaviskt kulturområde med centrum i de danska öarna” och när samhället förändras, förändras även språket. I skrifter under 1500-talet och 1600-talet från Linköping påträffas många inslag såsom ”törsk”, ”äggemölk” och ”lambaköth”, det vill säga med en för götamålen typisk bindevokal. För 500 år sedan hade alltså dialekten i Linköping en mycket starkare götamålskaraktär än i dag, då götamålsdialekterna främst återfinns i sydväst. I texter från Norrköping återfinner man däremot många typiska sveamålsdrag, såsom diftongering och t-bortfall, ”jenfaldugt” och ”jert” för ”enfaldigt” och ”ert”, samt ”åre” för ”året”. Även så kallad norrländsk förmjukning påträffas, såsom ”takjett” för ”taket”.
I en avhandling från 1700-talet utgiven år 2000 om den ”östgöthiska dialecten” av Carl Nyrén finns många drag som skrivs vara kännetecknande för dialekten i allmänhet, däribland götamålsdrag såsom ”flecke” för ”flicka”, men även ord med r-bortfall, ”hästa” för ”hästar”. Från Norrköping beskriver han uttryck som ”ja fråga’na” för ”jag frågade henne” och från Linköping ändelsevokaler på -e och -ä. Dessa drag kan påträffas än i dag som prov på ”typisk östgötska”. Han beskriver dock även många drag som i dag är okänt, såsom utelämnande av obestämd artikel: ”ge mig ski” för ”ge mig en sked”. Från Norrköping och den östgötska skärgården beskriver han många drag som också liknar skärgårdskan i Uppland, såsom h-bortfall (”ästen” för ”hästen”) och norrländsk förmjukning (”sättjen” för ”säcken”).
Dagens östgötska liknar inte den som talades för 100 år sedan och många drag som har varit typiska för östgötskan är i dag på tillbakagång, såsom götamåls-r och ändelsevokaler på -e eller -ä, få skulle till exempel säga ”glane i skyltfönstra” i dag. I stället är det en regional rikssvenska som främst talas i Östergötland där det är intonationen eller uttalet som vittnar om att en person kommer därifrån, till exempel det öppna ö-ljudet, [œː] för [øː], det tjocka L-ljudet [ɽ] för [l] och en diftongering av vokaler så att ”fin”, ”sy” och ”gata” uttalas mer som ”fejn” [fe͜ɪn], ”söj” [sœ͜y] och ”gåata” [gɔ͜ɑta] och dylikt. Även viss regional vokabulär förekommer fortfarande, såsom ”katig” eller ”kartig” för ”kaxig”.